# 富川警察署性拷問事件
富川警察署性拷問事件（プチョンけいさつしょせいごうもんじけん）とは、1986年6月に大韓民国京畿道富川市で発生した警察不祥事事件。

## 事件の概要
韓国警察の京畿道警察局（現京畿地方警察庁）富川警察署（現・富川素砂警察署）は、経歴詐称して就業 するために住民登録証を偽造したとして、ソウル大学校の女子学生・権仁淑を連行して取り調べた。
女子学生は偽造の容疑について大筋で認めた。しかし取調官は5・3仁川事態で指名手配された容疑者の所在についても訊問することにし、6月6日と7日に女子学生に対して性的拷問を行い、口を割らせようとした。
1ヵ月後の7月3日、女子学生は取調官を強制醜行（強制わいせつ）の疑いで仁川地検に告訴した。続いて7月5日に、弁護団は取調官の他に署長などの関係者も職権乱用で告訴した。
ところが、警察は女子学生を名誉毀損と誣告の容疑で逆告訴し、反体制勢力の「政治運動のためならば性をも武器にする」卑劣さを大々的に喧伝した。マスコミもこれに同調した。
8月21日、検察は取調官を起訴猶予、他の関係者は不起訴とした。弁護団は、仁川地検とソウル地検に不服申し立てを行ったが、却下された。ソウル高等法院でも却下された。大法院（最高裁判所）でようやく受理され、3年の審理の後、取調官に懲役5年の実刑判決を言い渡した。なお、当時の原告弁護団には人権派弁護士・朴元淳もいた。

## 事件が与えた影響
この事件をきっかけに反体制勢力の結束が強化され、後の民主化運動に大きな影響を与えることになった。また、ハンギョレ新聞もこの事件を契機に創刊された。

## その後
被害者の権仁淑は2020年4月の第21回国会議員選挙で、与党・共に民主党の比例代表として出馬・当選した。